# Polski Holding Obronny

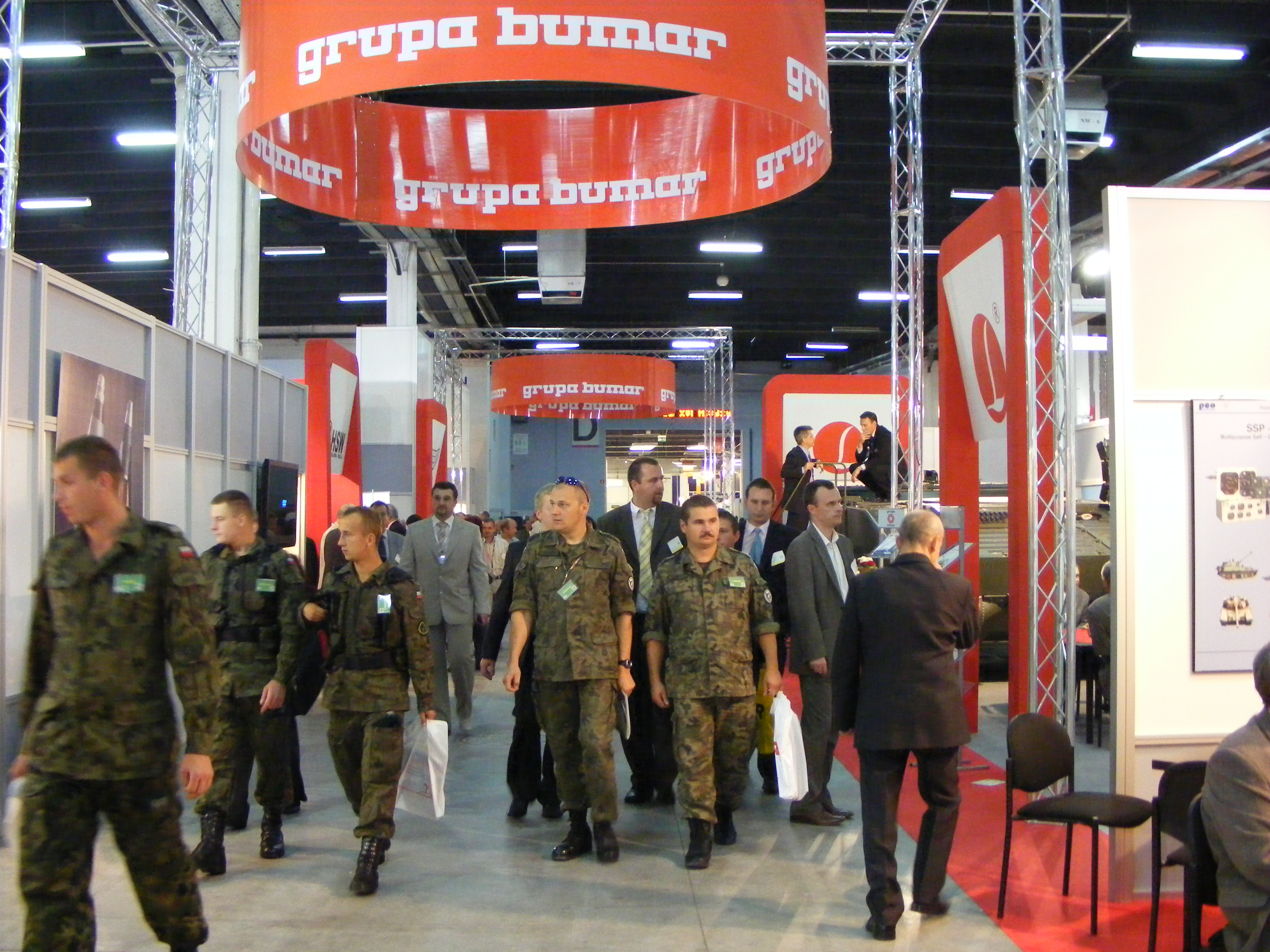
Stoisko Bumar na MSPO 2008 w Kielcach

Polski Holding Obronny sp. z o.o. (d. Bumar) – polska spółka z ograniczoną odpowiedzialnością należąca do branży obronnej.
PHO sp. z o.o. jest spółką handlową z ponad 45-letnim doświadczeniem w obrocie specjalnym, organizacji produkcji oraz prowadzeniu skomplikowanych wieloletnich programów strategicznych z zakresu modernizacji lub dostaw systemów uzbrojenia dla polskiej armii oraz na eksport. Jest największym polskim eksporterem sprzętu wojskowego.
Do 2014 r. Polski Holding Obronny (d. Grupa Bumar) był grupą kapitałową łącząca ponad 20 spółek polskiego przemysłu obronnego w Polsce i za granicą, a tym samym największym producentem i dostawcą uzbrojenia w Polsce.
20 spółek należących do PHO w 2014 roku zostało skonsolidowanych pod szyldem powołanej przez Radę Ministrów Polskiej Grupy Zbrojeniowej SA. W 2020 holding posiadał 28,88% akcji Polskiej Grupy Zbrojeniowej – narodowego koncernu przemysłu obronnego skupiającego ponad 60 spółek.
Polski Holding Obronny od ponad 45 lat prowadzi działalność handlową na rynkach zagranicznych. Głównym przedmiotem tej działalności było uzbrojenie polskie, jak również maszyny cywilne, w tym maszyny rolnicze oraz sprzęt dla przemysłu wydobywczego i kolejowego.

## Historia Bumaru (PHO) 1971-2015
cyt. za: Bumar. W 40-lecie istnienia. Warszawa 2011 (wydawnictwo okolicznościowe)

### Przedsiębiorstwo Handlu Zagranicznego Bumar. Lata 1971–1983
Przedsiębiorstwo Handlu Zagranicznego Bumar powołane zostało 1 stycznia 1971 roku na podstawie zarządzenia nr 92 Ministra Handlu Zagranicznego z 18 grudnia 1970 roku, w sprawie nadania Zjednoczeniu Przemysłu Maszyn Budowlanych Bumar uprawnień do prowadzenia działalności handlu zagranicznego, poprzez wyodrębnienie w strukturze zjednoczenia przedsiębiorstwa handlu zagranicznego.
Przedsiębiorstwo Handlu Zagranicznego Bumar powstało z połączenia Biura Maszyn Budowlanych Centrali Handlu Zagranicznego Polimex z Przedsiębiorstwem Koordynacji Dostaw Eksportowych Bumex.
2 stycznia 1971 roku PHZ Bumar zostało wpisane do rejestru przedsiębiorstw państwowych, w dziale A pod numerem rejestrowym 853. Od tego też dnia nabyło osobowość prawną. Zgodnie z zapisami rejestru, przedmiotem działania przedsiębiorstwa były:
- eksport i import maszyn budowlanych,
- eksport i import linii technologicznych, objętych gestią Zjednoczenia Przemysłu Maszyn Budowlanych Bumar,
- import i eksport kooperacyjny na potrzeby przemysłu maszyn budowlanych oraz związany z realizacją umów licencyjnych i kooperacyjnych tego przemysłu,
- zaopatrywanie odbiorców krajowych w maszyny i urządzenia budowlane oraz linie technologiczne, pochodzące z produkcji przedsiębiorstw zgrupowanych w Zjednoczeniu Przemysłu Maszyn Budowlanych Bumar oraz z importu,
- dostawa na zasadach ustalonych dla generalnych dostawców kompletnych obiektów dla przemysłu materiałów budowlanych, przemysłu przetwórczego metali nieżelaznych,
- eksport i import dokumentacji i licencji oraz usług,
- handlowa obsługa rynków zagranicznych (marketing),
- techniczna obsługa sprzedaży (serwis techniczny).

Przedsiębiorstwo Handlu Zagranicznego Bumar stopniowo rozszerzało zasięg działania, stając się w latach 70. XX w. najważniejszym eksporterem w branży maszyn budowlanych, która obejmowała:
- Zjednoczenie Przemysłu Maszyn Budowlanych Bumar,
- Zjednoczenie Mechanizacji Budownictwa Zremb,
- Zarząd Zakładów Budowy i Napraw Maszyn Drogowych Madro.

Przedmiotem eksportu PHZ Bumar, na prawach wyłączności, były wówczas:
- maszyny do robót ziemnych: koparki, ładowarki, spycharki gąsienicowe, wozidła technologiczne,
- urządzenia dźwigowo-transportowe: dźwigi na podwoziach samochodowych i specjalizowanych, podnośniki samochodowe, betonomieszarki samochodowe,
- dostawy kooperacyjne: podwozia samojezdne, wysięgniki teleskopowe, skrzynie biegów, mosty napędowe, wały przegubowe.

Lata 1971-1983 to szczególny okres w działalności PHZ Bumar. Nastąpił bowiem wtedy dynamiczny rozwój kooperacji przemysłowej z firmami krajów wysokorozwiniętych, zapoczątkowany jeszcze w Biurze Maszyn Budowlanych przedsiębiorstwa Polimex.
Za pionierską uznać należy współpracę Huty Stalowa Wola z brytyjską firmą Jones Cranes Co. Ltd. z Letchworth koło Cambridge, uznanym producentem żurawi samojezdnych, reprezentującym najlepsze tradycje przemysłu brytyjskiego.
7 lipca 1972 r. w PHZ Bumar podpisano 10-letnią umowę licencyjno-kooperacyjną, dotyczącą produkcji w Hucie Stalowa Wola spycharek gąsienicowych TD –15C o mocy 103 kW, spycharek TD  – 25C o mocy 210 kW, układarek rurociągów TD  – 25CS oraz ładowarek gąsienicowych TD  – 175C. Umowa obejmowała prawa produkcji, transfer informacji technicznej i know-how, przekazanie dokumentacji i pomoc techniczną oraz zobowiązania stron w zakresie wzajemnych zakupów. Umowa została ratyfikowana 18 września 1972 roku. Z zawartych z IHC w latach 1972-1975 umów zrealizowano te dotyczące: spycharek gąsienicowych, ładowarek kołowych, układaczy rurociągów i jednego typu superciężkiej spycharki TD – 40 E. Z powodu narastających od 1976 roku trudności gospodarczych i braku środków finansowych na konieczne w tym celu inwestycje, nie udało się zrealizować opracowania i uruchomić produkcji spycharki najcięższej TD-50 i rodziny silników wysokoprężnych o mocy 75 kW/cylinder.
W latach 1971–1983 PHZ Bumar osiągnęło szczególną pozycję na rynkach socjalistycznych, wchodzących w skład Rady Wzajemnej Pomocy Gospodarczej. Konsekwentna polityka prorozwojowa prowadzona przez Zjednoczenie Przemysłu Maszyn Budowlanych zaowocowała uruchomieniem produkcji wielu nowoczesnych maszyn budowlanych, o parametrach dorównujących wyrobom przodujących firm. Spowodowało to wzrost zainteresowania polskimi maszynami budowlanymi w krajach strefy rublowej.

### Handel zagraniczny. Lata 70–90 XX w.
W polskim krajobrazie gospodarczym początku lat 70 XX w. zaczął chwiać się monopol central handlu zagranicznego. Przemysł dopominał się o prawo do samodzielności i prawo do prowadzenia własnej, zagranicznej polityki handlowej. Powstanie w styczniu 1971 r. Przedsiębiorstwa Handlu Zagranicznego Bumar w obrębie Zjednoczenia Przemysłu Maszyn Budowlanych Bumar było wyrazem takiego dążenia.
Początki działalności PHZ Bumar związane były jedynie z obsługą handlową cywilnych produktów przemysłu ciężkiego – maszyn i urządzeń wytwarzanych przez Zjednoczenie Przemysłu Maszyn Budowlanych Bumar, Zjednoczenie Mechanizacji Budownictwa Zremb, Zarząd Zakładów Budowy i Napraw Maszyn Drogowych Madro.
W okresie lat 70 XX w. i 80 XX w. wartość eksportu PHZ Bumar wzrosła z 67,8 mln USD do 606 mln USD, tj. prawie 9-krotnie. Szczególnym sukcesem PHZ Bumar w latach 1971-1983 było nawiązanie bliskiej współpracy – także licencyjnej – z firmami z krajów wysokorozwiniętych: z Wielkiej Brytanii, USA, Niemiec i Szwecji. Był to poligon doświadczalny owocujący poznaniem i pozyskaniem nowoczesnych technologii, uruchomieniem produkcji nowoczesnych maszyn o najwyższych parametrach jakościowych i kooperacją handlową z gigantami świata zachodniego. Niemniej, głównymi partnerami handlowymi PHZ Bumar pozostawały kraje z tzw. strefy rublowej.
Ustawa z 30 czerwca 1982 r. przyznająca przedsiębiorstwom państwowym prawo samodzielności, samorządności i samofinansowania się, tzw. trzy „S”, zlikwidowała Zjednoczenie Przemysłu Maszyn Budowlanych i zapoczątkowała trudną adaptację PHZ Bumar do warunków gospodarki rynkowej.
31 maja 1983 r. PHZ Bumar zostało przekształcone w spółkę z ograniczoną odpowiedzialnością, spółkę prawa handlowego z 51,2% udziałem Skarbu Państwa i pozostałymi udziałami należącymi do 24 przedsiębiorstw branżowych. Tymczasem należące do byłego Zjednoczenia przedsiębiorstwa przemysłowe, w ramach uzyskanej swobody gospodarowania zaczęły zakładać własne komórki handlu zagranicznego, wyłączając z gestii PHZ Bumar własne kontrakty.
PHZ Bumar zaczął tracić zarówno tak towar, jak i rynki. Zmianę tej sytuacji na spowodowała odgórna dyrektywa ówczesnej ekipy rządzącej, nakazująca koncentrację działań handlowych z krajami socjalistycznymi, przede wszystkim z ZSRR, czyniąc z PHZ Bumar głównego operatora na tamtym terenie.
Eksport do strefy rublowej wzrósł w latach 1980-1987 z poziomu 250,5 mln rubli do 426,6 mln rubli, podczas gdy eksport do strefy dolarowej spadł ponad trzykrotnie.
Załamanie tej polityki nastąpiło po 1 stycznia 1991 r., kiedy rząd wprowadził regułę dolarowych płatności w obrotach z ZSRR. PHZ Bumar sp. z o.o. stracił rynki krajowe i zagraniczne. W owym czasie PHZ Bumar zajmował się przede wszystkim handlem produktami cywilnymi.

### PHZ Bumar jako spółka prawa handlowego. Lata 1983–1989
Przemiany polityczno-gospodarcze lat 80 XX w. spowodowały duże zmiany w dotychczasowych strukturach branżowych polskiego przemysłu.
30 czerwca 1982 roku, na mocy znowelizowanej ustawy o przedsiębiorstwach państwowych, które uzyskały prawo tzw. 3S – do samodzielności, samorządności i samofinansowania się, zostało zlikwidowane Zjednoczenie Przemysłu Maszyn Budowlanych. Powołano inne struktury organizacyjne. W zakresie obrotów handlu zagranicznego nastąpiło odejście od dyrektywnego, nakazowego systemu planowania.
31 maja 1983 roku w Warszawie, aktem notarialnym nr Rep.A-IV~5775/83, zawiązano spółkę pod nazwą Przedsiębiorstwo Handlu Zagranicznego Bumar, Spółka z ograniczoną odpowiedzialnością, która została następcą prawnym Przedsiębiorstwa Handlu Zagranicznego Bumar.
PHZ Bumar Sp. z o.o. postanowieniem sądu z 2l września 1983 roku została wpisana do rejestru handlowego pod numerem RHBXC11.13670 z następującym przedmiotem działalności:
- działalność handlowa w obrocie międzynarodowym, w szczególności w zakresie maszyn budowlanych i drogowych oraz ich części, a także wszelka działalność z tym związana, jak: działalność usługowa, obsługa techniczna maszyn, kooperacja, eksport i import myśli technicznej, leasing itp. Wszystko w granicach uprawnień do prowadzania handlu zagranicznego, wynikających z obowiązującego prawa i uzyskanych koncesji,
- działalność handlowa w obrocie krajowym, w zakresie przedmiotowym podanym w pkt. I, zarówno pozostająca w związku z działalnością w obrocie międzynarodowym, jak i działalność samoistna.

Ostatecznie PHZ Bumar jako przedsiębiorstwo państwowe zostało postawione w stan likwidacji, zarządzeniem nr 43 Ministra Handlu Zagranicznego z 27 października I983 roku.

### Przemiany gospodarcze po 1989 roku
Upadek systemu nakazowo-rozdzielczego i początki wolnego rynku zastały PHZ Bumar w specyficznej sytuacji. Z jednej strony, w okresie stanu wojennego radykalnie obniżył się poziom obrotów z krajami kapitalistycznymi – i to zarówno w eksporcie, jak i imporcie – głównie w wyniku restrykcji ze strony Stanów Zjednoczonych Ameryki. Z drugiej zaś, nastąpił wzrost obrotów z krajami socjalistycznymi, przede wszystkim z ZSRR. Powodem tego była przewaga techniczna polskich maszyn nad maszynami radzieckimi oraz wieloletnie powiązania korporacyjne polskiego przemysłu maszyn budowlanych z gospodarką radziecką.
W latach 80 XX w. eksport maszyn budowlanych, drogowych, urządzeń dźwigowo-transportowych, zespołów kooperacyjnych i części zamiennych do strefy dolarowej zmniejszył się ponad trzykrotnie. W tym samym czasie eksport do strefy rublowej wzrósł prawie dwukrotnie. Głównym odbiorcą polskich maszyn budowlanych był Związek Radziecki. W I984 roku poziom rocznych dostaw koparek i ładowarek do tego kraju przekroczył 1000 maszyn różnego typu.

### PHZ Bumar jako spółka prawa handlowego. Lata 1987–2002
W latach 1989–1997 PHZ Bumar Sp. z o.o. traciło tradycyjny towar, jego krajowych dostawców i rynki – zarówno krajowe, jak i zagraniczne. Firma traciła także pracowników – zatrudnienie spadło z 342 osób w roku 1989, do 84 osób w roku 1999.
W 1990 r. PHZ Bumar otrzymał od Ministra Spraw Wewnętrznych koncesję na prowadzenie działalności gospodarczej w zakresie obrotu materiałami wybuchowymi, obrotu bronią i amunicją oraz częściami broni i amunicji.
W 1997 r. nastąpiła zasadnicza zmiana w oficjalnym zakresie działalności spółki PHZ Bumar z eksportu cywilnego na eksport wojskowy. Pierwsze większe kontrakty zrealizowane zostały do Konga i Ugandy w 1999 r.
W 1997 r. została sformułowana jej nowa strategia spółki podporządkowana dwóm celom: utworzeniu grupy kapitałowej pod przewodnictwem PHZ Bumar oraz dywersyfikacji oferty handlowej, w tym przede wszystkim rozwój eksportu polskiego uzbrojenia i sprzętu wojskowego oraz obsługa handlowa modernizacji technicznej Sił Zbrojnych Rzeczypospolitej Polskiej.

### Konsolidacja i restrukturyzacja
W latach 1997–2002 Ministerstwo Przemysłu prowadziło intensywne prace nad programem restrukturyzacji polskiego przemysłu zbrojeniowego. Branża realizująca potrzeby wojsk Układu Warszawskiego oraz 600-tysięcznych SZ PRL, działająca w zupełnym odcięciu od rynków światowych, popadła w stagnację i chyliła się ku bankructwu. Potencjał przemysłu obronnego wymagał pilnej restrukturyzacji i podjęcia ryzyka sprawdzenia istniejącej polskiej oferty na rynkach eksportowych. W ten proces włączono Bumar sp. z o.o., wykorzystując doświadczenia spółki w obrocie uzbrojeniem na rynkach światowych.
W 1997 roku powstała koncepcja utworzenia amunicyjno-rakietowej grupy handlowo-przemysłowej o charakterze konsorcjum z PHZ Bumar Sp. z o.o. jako liderem, która ostatecznie w tym kształcie nie została zrealizowana. W efekcie zmian politycznych, jakie nastąpiły latach 1998-2001, zmieniła się koncepcja dotycząca dalszych losów polskiego przemysłu obronnego.
Bumar w tym czasie kontynuował dostawy sprzętu i części zamiennych do polskiego MON.

### Grupa Bumar 2002–2006
14 maja 2002 roku Rada Ministrów powołała Grupę Bumar. Realizacja wytycznych wskazanych w Strategii przekształceń strukturalnych przemysłowego potencjału obronnego w latach 2002-2005 przyniosła wiele korzyści podmiotom polskiego przemysłu obronnego skupionych w Grupie Bumar, m.in.:
- wzrost przychodów ze sprzedaży wyrobów, w tym szczególnie z realizacji kontraktów eksportowych,
- sukcesywna poprawa wyników finansowych netto,
- poprawa kondycji ekonomicznej, w tym płynności finansowej,
- wzrost wiarygodności i konkurencyjności na rynkach zagranicznych,
- stabilność wieloletnich zamówień SZ RP,
- wzrost wartości rynkowej aktywów spółek Grupy.

Powstała w roku 2002 Grupa Bumar była holdingiem operacyjnym, w którym Bumar sp. z o.o. był spółką dominującą, w rozumieniu art. 4 Kodeksu spółek handlowych, w stosunku do pozostałych spółek.
Misją Grupy był rozwój wyodrębnionej, zorganizowanej części przemysłowego potencjału obronnego Rzeczypospolitej Polskiej w celu zapewnienia SZ RP nowoczesnego uzbrojenia i sprzętu wojskowego oraz osiągnięcie i umocnienie wysokiej pozycji zrzeszonych w Grupie Bumar spółek na globalnym rynku wyrobów obronnych i cywilnych oraz na rynku usług specjalistycznych.

### Działalność handlowa od 2006 roku
Analizując działalność handlową PHZ Bumar i Bumar sp. z o.o. w tych latach, można zaobserwować stopniowe przesuwanie się punktu ciężkości działalności handlowej z obszarów cywilnych w kierunku obszarów specjalnych. Rynek, na którym działał Bumar wymusił na firmie rozszerzenie oferty cywilnej o obszar sprzętu i usług dotyczących krajowych i zagranicznych służb mundurowych.
Struktura obrotów handlowych przedsiębiorstwa była odzwierciedleniem zarówno jego misji, nakładającej nań obowiązek wspierania bezpieczeństwa Polski i innych państw, jak i głównych zadań, które wynikały z funkcji Bumar sp. z o.o., jako lidera Grupy Bumar. Działania służb handlowych skupione były na obrocie specjalnym, który stanowił 95% ogółu przychodów.
Niemal wszystkie spółki należące do Grupy Bumar budowały swoje portfele produktowe w oparciu o wyroby specjalne. Stąd też 95% stanowił udział produktów specjalnych w ogólnych przychodach w latach 2010–2013.
Na przestrzeni lat Bumar wyrobił sobie markę solidnego dostawcy sprzętu specjalnego na wielu rynkach. Na rynku krajowym od lat niezmiennie kluczowym klientem pozostawało Ministerstwo Obrony Narodowej, które rokrocznie było zaopatrywane w uzbrojenie i sprzęt wojskowy w kwocie wysoko ponad miliard złotych.
Asortyment, począwszy od mundurów, a skończywszy na sprzęcie pancernym, pochodzący z Grupy Bumar można było spotkać w każdej jednostce wojskowej w kraju i w każdej bazie sił pokojowych rodzimych kontyngentów za granicą. Kluczową dostawą dla Sił Zbrojnych Rzeczypospolitej Polskiej był Kołowy Transporter Opancerzony Rosomak. Mimo iż pojazd ten produkowany był w przedsiębiorstwie nienależącym do Grupy Bumar, to jednak Bumar sp. z o.o. uczestniczył w dostawach transportera jako podmiot finansujący przedsięwzięcie oraz jako bezpośredni dostawca najistotniejszego elementu, jakim była wytwarzana w Zakładach Mechanicznych Bumar Łabędy SA załogowa wieża z działkiem 30 mm.
Grupa Bumar to nie tylko sprzęt pancerny. Siły Zbrojne Rzeczypospolitej Polskiej były wieloletnim użytkownikiem pochodzącego z Bumaru sprzętu radiolokacyjnego, amunicji różnych kalibrów, czy też elementów wyposażenia indywidualnego żołnierza, w tym odzieży, optoelektroniki, czy wreszcie różnego rodzaju broni strzeleckiej i amunicji.
Najważniejsze dostawy na potrzeby Sił Zbrojnych RP, to wieloletnia dostawa przeciwpancernych zestawów rakietowych Spike, rakiet RBS 15 Mk3, czy przeciwlotniczego zestawu rakietowego Grom.
Ministerstwo Obrony Narodowej było wprawdzie najważniejszym klientem Bumaru w kraju, ale odbiorcami towaru pozostawały również Policja, Straż Graniczna, Służba Celna, Służba Więzienna, Agencja Bezpieczeństwa Wewnętrznego, Agencja Wywiadu, Służba Kontrwywiadu Wojskowego, Służba Wywiadu Wojskowego, Centralne Biuro Antykorupcyjne, Państwowa Straż Pożarna, Komendy Straży Miejskich i wiele innych służb porządku publicznego. Wszystkie te instytucje były objęte działaniami handlowymi Bumaru.
Marka Bumar była obecna niemal na wszystkich kontynentach. Przedstawicielstwa i delegatury Bumaru działały w Azji – w Indiach, Kazachstanie, Indonezji, Malezji, Uzbekistanie i Kuwejcie. Pozostałe delegatury były zlokalizowane w Rosji i na Ukrainie.
Rynki eksportowe Bumar sp. z o.o. w latach 2008–2012:
- 2008: Irak, Kuwejt, Egipt, Bułgaria, Finlandia, Ukraina, Łotwa, Hiszpania, Izrael, USA, Węgry, Czechy, Malezja, Indie, Francja, Nigeria, Maroko, Jemen, Czarnogóra, Grecja, Rumunia, Turcja, Urugwaj, Niemcy, Wlk. Brytania, Norwegia, Peru, Chile, Argentyna, Kolumbia, Wenezuela, Iran, Belgia, Kanada, Algieria, Azerbejdżan, Białoruś, Bośnia, Dania, Kazachstan, Rosja, Uzbekistan, Tadżykistan, Sudan.
- 2009: USA, Włochy, Indie, Malezja, Indonezja, Bułgaria, Węgry, Ukraina, Irak, Francja, Czechy, Egipt, Gruzja, Łotwa, Białoruś, Rosja, Kazachstan, Uzbekistan, Rumunia, Wlk. Brytania, Włochy, Cypr, Grecja, Nigeria, Francja, Malta, Iran, Niemcy, Chile, Ekwador, Kolumbia, Peru, Wenezuela, Norwegia, Szwajcaria.
- 2010: Włochy, Ukraina, Indie, Egipt, Algieria, Malezja, Wietnam, Bułgaria, USA, Finlandia, Słowacja, Francja, Szwecja, Tajwan, Szwajcaria, Norwegia, Rumunia, Niemcy, Chile, Ekwador, Kolumbia, Peru, Wenezuela, Uzbekistan, Kazachstan, Rosja, Białoruś, Kamerun.
- 2011: Ukraina, Włochy, Indie, Algieria, Egipt, Arabia Saudyjska, Malezja, Indonezja, Bułgaria, USA, Francja, Azerbejdżan, Tajwan, Turcja, Rumunia, Niemcy, Rosja, Białoruś, Kazachstan, Uzbekistan.
- 2012: Ukraina, Indie, Algieria, Egipt, Arabia Saudyjska, Irak, Wietnam, Malezja, Bułgaria, USA, Słowacja, Egipt, Włochy, Rumunia, Tajwan, Rosja, Uzbekistan, Kazachstan.

Na rynkach tradycyjnych Bumar ugruntował swoją pozycję dostawcy sprzętu specjalnego głównie dzięki sztandarowym projektom eksportowym, jakim była zapoczątkowana w 2000 roku dostawa Wozów Zabezpieczenia Technicznego do Indii oraz podpisany w 2003 roku kontrakt na dostawę czołgów i sprzętu towarzyszącego do Malezji.

### Restrukturyzacja Grupy Bumar. Lata 2008–2013
W styczniu 2010 r. do Grupy Bumar włączonych zostało kolejnych 6 spółek przemysłowego potencjału obronnego. Rządowa „Strategia konsolidacji i rozwoju przemysłowego potencjału obronnego w latach 2007-2012” wyznaczyła ścieżkę konsolidacyjną, uznając Bumar sp. z o.o. jako firmę wiodącą dla utworzenia narodowego koncernu zbrojeniowego nazwanego Grupą Bumar. Strategia ta wyznaczyła także przedsiębiorstwa, które powinny być skonsolidowane w Grupie oraz nakreśliła w harmonogramie ramy czasowe jej realizacji.
Bumar jako spółka dominująca od 2008 roku kontynuował zadania wynikające z zapisów Strategii. Efektem tych działań w latach 2008-2009 była przeprowadzona gruntowna restrukturyzacja spółki wiodącej. Kolejne lata do roku 2011 był to okres procesów restrukturyzacji w niektórych spółkach, w szczególności wymagających działań naprawczych. Równocześnie Bumar przygotowywał się do procesów konsolidacji Grupy oraz w dłuższej perspektywie – konsolidacji z przemysłem euroatlantyckim.
Misją nowej grupy kapitałowej stał się m.in. wzrost wartości spółek w grupie. Finansowa sytuacja większości spółek, które kolejno wchodziły w skład holdingu była zła. Dlatego w pierwszym okresie wspólnego funkcjonowania Grupa oparła się na zdolności kredytowej spółki Bumar. Bumar sp. z o.o. stała się operatorem finansowym działalności spółek producentów. Bumar stał się również operatorem handlowym kontraktów krajowych i zagranicznych. Wielu producentów skupionych w holdingu, nie posiadało zdolności kredytowej, a wykazując straty ze sprzedaży oraz straty netto, nie mogło prowadzić działalności handlowej samodzielnie. To przesądziło o zasadach funkcjonowania holdingu, jako holdingu operacyjnego, ściśle powiązanego ze spółką matką.
Do kategorii sukcesów finansowych Grupy Bumar należy zaliczyć fakt, że w latach 2006-2008 posiadała ona zdolności kredytowe o wartości 1,6 mld zł, z czego 80% przeznaczone było na trade finance, a 20% na bieżące potrzeby firmy. Zdolność kredytowa pozwoliła Bumarowi włączyć się w realizację wielkiego kontraktu na dostawy kołowego transportera opancerzonego do MON.
Na szczególną uwagę zasługuje tempo wzrostu i dynamika kapitałów Grupy, które wzrosły z kwoty 312 869 zł w roku 2002 do kwoty 1 590 762 na koniec roku 2012.
Strukturę Grupy Bumar tworzyły: podgrupy kapitałowe Bumar Amunicja SA, Bumar Elektronika SA, Bumar Żołnierz SA oraz Bumar Ląd.
Misją Grupy był rozwój skonsolidowanej w niej części przemysłu obronnego w celu zaspokojenia potrzeb Sił Zbrojnych RP w zakresie nowoczesnego uzbrojenia i sprzętu wojskowego oraz uzyskania wysokiej pozycji spółek grupy na rynku globalnym.
Głównymi celami, jakie wyznaczyła sobie Grupa Kapitałowa Bumar, były:
- wyposażenie Sił Zbrojnych RP w sprzęt i usługi specjalne, wynikających ze Strategii bezpieczeństwa narodowego RP oraz z umów międzynarodowych,
- dostosowanie potencjału produkcyjnego do potrzeb Sił Zbrojnych, jego skonsolidowanie kapitałowe i nadanie produkcji proeksportowego charakteru,
- stymulowanie postępu technologicznego i rozwój potencjału badawczo-rozwojowego, w tym poprzez udział i współpracę w międzynarodowych organizacjach europejskich i atlantyckich.

### Polski Holding Obronny
Zgodnie z nową strategią spółki Grupa Bumar była projektem, który miał spełnić określone cele: zająć się restrukturyzacją polskiego przemysłu obronnego skupionego w grupie i w ciągu ostatnich 10 lat to zadanie zostało wykonane. Polski Holding Obronny otworzył nowy rozdział działalności grupy nakierowany na przyszłość, innowacje i współpracę międzynarodową oraz krajową.
W 2013 roku w końcu zmian konsolidacyjnych w grupie kapitałowej zarząd Grupy Bumar podjął decyzję o przyjęciu nazwy Polski Holding Obronny, a wraz z nią nowego znaku. Zarząd Bumar sp. z o.o. w dniu 15 maja 2013 r. podjął uchwałę o zmianie nazwy. W dniu 21 maja 2013 r. Rada Nadzorcza Bumar sp. z o.o. pozytywnie zaopiniowała przyjęcie nazwy – Polski Holding Obronny.
Przedsiębiorstwa wchodzące w skład Polskiego Holdingu Obronnego wyspecjalizowane były w kompleksowej ofercie produktów i rozwiązań obronnych, które oferowały w trzech grupach produktowych. Oferta Dywizji Elektronika obejmowała systemy obrony powietrznej i przeciwrakietowej, systemy rozpoznania oraz dowodzenia (radary, sensory, systemy przeciwlotnicze i przeciwrakietowe), optoelektronikę profesjonalną, a także wyspecjalizowaną ofertę produktów na potrzeby indywidualnego wyposażenia nowoczesnego żołnierza (kamizelki ochronne, broń osobista, celowniki i systemy optoelektroniczne, hełmy, maski przeciwgazowe). Dywizja Ląd była producentem i serwisantem nowoczesnego sprzętu pancernego oraz wozów bojowych i oferowała nie tylko produkcję, ale również modernizację sprzętu pancernego, w tym czołgi, pojazdy specjalistyczne, wozy zabezpieczenia technicznego. W ofercie Dywizji Amunicja znajdowała się amunicja programowalna i konwencjonalna, rakiety Grom i Feniks, prochy i materiały wysokoenergetyczne.

### Modernizacja armii. DziałalnośćB+R. Offset.
Polski Holding Obronny należał do ścisłej czołówki firm najwięcej inwestujących w badania i rozwój w Polsce. Firmy należące do PHO patentowały najwięcej nowych technologii w Polsce. Potencjał badawczy tworzyła grupa blisko 1000 konstruktorów i inżynierów, która prowadziła ponad 100 projektów badawczo-rozwojowych. Inżynierowie współpracowali z kadrą z renomowanych uczelni oraz z instytutów badawczych i technicznych w Polsce. Do najważniejszych partnerów naukowych i badawczych należała Wojskowa Akademia Techniczna w Warszawie, Politechnika Warszawska, Uniwersytet Śląski w Katowicach.
Polski Holding Obronny prowadził programy o strategicznym znaczeniu dla pozyskania nowych zdolności przez polską armię. Najważniejsze z nich to program narodowego systemu obrony przeciwlotniczej i przeciwrakietowej TARCZA POLSKI, program Nowy Czołg Podstawowy ANDERS,  Żołnierz Przyszłości TYTAN – system indywidualnego wyposażenia żołnierza, MSBS, projekty związane z amunicją precyzyjnego rażenia, polski czołg PL-01 CONCEPT.
Offset – przyczynił się do poprawy pozycji rynkowej kilku podmiotów tworzących grupę. ZM Mesko dzięki środkom offsetowym pozyskało nowe technologie w dziedzinie produkcji nowej amunicji i utylizacji. Zakład realizował 15 zobowiązań offsetowych, w tym 11 transferów technologii produkcji uzbrojenia. Wśród offsetobiorców były spółki: Dezamet, Nitro-Chem, PCO oraz Bumar Elektronika (obecnie PIT-RADWAR). Łączna wartość offsetowych zobowiązań, które zrealizowały spółki grupy PHO wyniosła 2 mld USD, w tym 1,7 mld USD był to transfer technologii.

## Czasy obecne
W dniu 16.05.2014 r. Nadzwyczajne Zgromadzenie Wspólników PHO podjęło uchwałę w sprawie wyrażenia zgody na zbycie przez Polski Holding Obronny posiadanych akcji/udziałów i ich wniesienie jako aport do spółki Polska Grupa Zbrojeniowa S.A. w zamian za objęcie akcji o wartości nominalnej 1 zł każda. W październiku 2014 r. pierwsza część (20 przedsiębiorstw, w tym: Mesko S.A., Przemysłowe Centrum Optyki S.A., Bumar Elektronika S.A. (PIT RADWAR), Zakłady Mechaniczne „Bumar-Łabędy” S.A., Ośrodek Badawczo–Rozwojowy Urządzeń Mechanicznych „OBRUM” sp. z o.o., Cenzin Sp. z o.o., Cenrex sp. z o.o., STOMIL–POZNAŃ S.A., RADMOR S.A.) dotąd należących do PHO zostało przeniesionych do powołanej przez Radę Ministrów Polskiej Grupy Zbrojeniowej SA. 
Obecnie Polski Holding Obronny posiada 31% akcji Polskiej Grupy Zbrojeniowej SA – narodowego koncernu przemysłu obronnego.

## Struktura grupy kapitałowej Bumar w latach 2002–2012
2002 – powstanie Grupy Bumar: 12 przedsiębiorstw, w tym m.in.:
- PHZ Bumar
- ZPS Pionki
- Przemysłowe Centrum Optyki
- Maskpol
- Łucznik Radom
- ZM Tarnów
- Radwar
- Cenrex
- WSK Warszawa II

2003 – Ursus
2006 – wchodzi 7 przedsiębiorstw, m.in.:
- Dezamet
- Nitro-Chem
- ZM MESKO
- Bumar-Łabędy
- PZL-Wola

2007 – Fabryka Produkcji Specjalnej Bolechowo
2008 – Gamrat
2009/2010 – Fabryka Urządzeń Mechanicznych i Sprężyn FUMiS-Bumar Spółka z o.o. z Wadowic
- Ośrodek Badawczo-Rozwojowy Sprzętu Mechanicznego sp. z o.o. z Tarnowa
- Ośrodek Badawczo-Rozwojowy Urządzeń Mechanicznych OBRUM sp. z o. o z Gliwic
- Przemysłowy Instytut Telekomunikacji SA z Warszawy
- Przedsiębiorstwo Produkcyjne Podzespołów Elektronicznych DOLAM SA z Wrocławia
- Bydgoskie Zakłady Elektromechaniczne BELMA SA
- PHZ CENZIN
- powołanie dwóch dywizji, które skupiają przedsiębiorstwa o podobnych profilach: dywizja Bumar Żołnierz i Bumar Amunicja

2010 – powstaje dywizja Bumar Elektronika
2011 – powstaje dywizja LĄD
- włączenie STOMIL Poznań
- sprzedaż Ursusa
- powstała spółka Bumar Elektronika SA: spółki PIT, RADWAR i DOLAM połączyły się.
- PCO jako lider dywizji przejął akcje MASKPOL, Fabryki Broni, OBR SM i ZM z Tarnowa.
- ZM MESKO zmieniły nazwę na Bumar Amunicja SA i przejmuje udziały spółek Dezamet, Bolechowo, Nitro – Chem, ZM Kraśnik i BELMA

2012 – ZPS Pionki weszły do firmy Bumar Amunicja SA
2012 – Grupa Bumar liczyła 30 przedsiębiorstw
2013 – Zmiana nazwy z Bumar na Polski Holding Obronny 
2014 – umowa  Rada Ministrów pozbawiła PHO wchodzących w jego skład przedsiębiorstw. Polski Holding Obronny objął udziały w PGZ SA.